# Elezioni regionali in Puglia del 1975
Le elezioni regionali in Puglia del 1975 si tennero il 15-16 giugno.

## Risultati elettorali
| Liste                                                  | Voti      | %     | Seggi |
| ------------------------------------------------------ | --------- | ----- | ----- |
| Democrazia Cristiana (DC)                              | 834.234   | 39,24 | 21    |
| Partito Comunista Italiano (PCI)                       | 607.004   | 28,55 | 15    |
| Partito Socialista Italiano (PSI)                      | 252.487   | 11,88 | 5     |
| Movimento Sociale Italiano - Destra Nazionale (MSI-DN) | 228.875   | 10,77 | 5     |
| Partito Socialista Democratico Italiano (PSDI)         | 99.949    | 4,70  | 2     |
| Partito Repubblicano Italiano (PRI)                    | 48.860    | 2,30  | 1     |
| Partito Liberale Italiano (PLI)                        | 35.708    | 1,68  | 1     |
| Unità Popolare (UP)                                    | 16.595    | 0,78  | -     |
| Indipendente                                           | 2.068     | 0,10  | -     |
| Totale                                                 | 2.125.780 |       | 50    |

| Riepilogo dei seggi | Riepilogo dei seggi | Riepilogo dei seggi | Riepilogo dei seggi | Riepilogo dei seggi | Riepilogo dei seggi | Riepilogo dei seggi |
| ------------------- | ------------------- | ------------------- | ------------------- | ------------------- | ------------------- | ------------------- |
|                     |                     |                     |                     |                     |                     |                     |
| PCI                 | 15                  | ▲ 1                 |                     | PSI                 | 5                   | ━                   |
| PSDI                | 2                   | ━                   |                     | PRI                 | 1                   | ━                   |
| DC                  | 21                  | ▼ 1                 |                     | PLI                 | 1                   | ━                   |
| MSI-DN              | 5                   | ▲ 1                 |                     | PSIUP               | 0                   | ▼ 1                 |